# The Week (magazine canadien)
The Week est une revue littéraire fondatrice publiée entre 1883 et 1896 au Canada,. Il est sous-titré Canadian Journal of Politics, Society and Literature. C'est le principal journal politique et littéraire du Canada. Le siège du magazine est à Toronto,. Les contributeurs principaux sont le poète Charles G. D. Roberts (en), la journaliste et romancière Sara Jeannette Duncan (en) et l'intellectuel et éditorialiste Goldwin Smith,. Smith est aussi le rédacteur en chef du magazine.